# ۵۳۰ (پیش از میلاد)
۵۳۰ (پیش از میلاد) ۵۳۰مین سال قبل از تقویم میلادی است.

## رویدادها
تاجگذاری کمبوجیه دوم، شاهنشاهِ شاهنشاهی هخامنشی

## درگذشتگان
- بین ١٢ تا ٣١ اوت - کوروش بزرگ، شاهنشاهِ شاهنشاهی هخامنشی